# Cardaria
Cardaria là chi thực vật có hoa trong họ Cải.